# Къщата охлюв
Къщата охлюв е уникална сграда в квартал Симеоново, София. Разположена е на бул. „Симеоновско шосе“.
Дело е на инж. Симеон Симеонов. Построена е през 2008 г.
Представлява цветен охлюв, а облите ѝ форми са изваяни от полимербетон. Нейната енергийна ефективност е 8 пъти по-висока от тази на санирана сграда..
Разперилата криле калинка на покрива, служи за похлупак на комина. Антенките ѝ служат не само за гръмоотводи, но и за лампи през нощта.
Оглавява класация за най-странната сграда в света..